# Дмитрівська сільська територіальна громада (Київська область)
Дмитрівська сільська територіальна громада — територіальна громада в Україні, в Бучанському районі Київської області. Адміністративний центр — село Дмитрівка.
Утворена 12 червня 2020 року шляхом об'єднання Бузівської, Дмитрівської, Личанської, Петрушківської та Шпитьківської сільських рад Києво-Святошинського району.

## Населені пункти
У складі громади 14 сіл:
- Бузова
- Буча
- Горбовичі
- Гурівщина
- Дмитрівка
- Капітанівка
- Личанка
- Лісне
- Любимівка
- Мила
- Мрія
- Петрушки
- Хмільна
- Шпитьки

## Старостинські округи
- №1 Бузова
- №2 Личанка
- №3 Петрушки
- №4 Шпитьки